# Silvía Night
Silvía Night (isländska: Silvía Nótt) är en rollfigur i Sjáumst með Silvíu Nótt och i den engelska versionen The Silvia Night Show, ett isländskt TV-program på kanal Skjár 1. Rollfiguren uppfanns av Gaukur Úlfarsson och Ágústa Eva Erlendsdóttir (den senare spelar Silvía Night). Silvía Night intervjuar islänningar och har med sin skrikande självsäkerhet upprört många. Hon anses vara Islands svar på svenska Grynet – men utan den moraliska undertonen.

## Rollfiguren
Ágústa Eva Erlendsdóttir, sångerska i bandet Ske och ung okänd skådespelerska, och Gaukur Úlfarsson bestämde sig för att hitta på en figur som tog upp de absolut värsta sakerna man kan hitta hos människor i dagens samhälle. Silvía är narcissistisk och hon ser sig själv som den mest berömda och talangfulla personen någonsin. Hennes fulla isländska namn lyder Silvía Nótt Sæmundsdóttir och hon är 22 år gammal. Silvía betyder gudinna av silver och Nótt betyder helt enkelt natt. Varken Silvía eller Nótt är speciellt ovanliga namn på Island men beskriver hennes personlighet väl. I februari 2006 röstades Silvía fram som Islands sexigaste kvinna av lyssnarna till den nationella radiostationen Rás 2. Ágústa Eva kom på fjärde plats. Silvía Night fick en Edda (isländskt film- och TV-pris) 2005 för bästa humorprogram för året och för årets TV-personlighet.
Silvías favoritmat är sushi och fetaost och hennes mål är att bli modell, sångerska eller filmstjärna.

## Allmänhetens reaktion
Silvía Night har haft stort inflytande på isländska ungdomar som gärna imiterar hennes stil. Språket hon använder präglas av slang och hon blandar in engelska i nästan varenda mening. Många är irriterade över hennes beteende och tycker att det är stötande och vulgärt. Hennes fans anser däremot att hennes beteende inte bara är till för komiska syften utan att det under den plastiga ytan vilar ett budskap, en satir på hur världen ser ut idag.
Det tog ett tag för den isländska allmänheten att förstå att Silvía Night var en påhittad rollfigur och inte bara en knäpp tjej som ville ha uppmärksamhet. Skådespelerskan Ágústa Eva kallas oftare för Silvía Night än sitt vanliga namn.

## Eurovision Song Contest 2006
Silvía Night tävlade för Island i Eurovision Song Contest 2006 med låten Congratulations. Låten spreds på Internet redan före den isländska tävlingen, vilket är förbjudet, men Silvía Night fick trots det behålla sin plats i tävlingen.I början av låten sjöng hon ”The vote is in, I'll fucking win” men enligt Eurovisionsreglerna får sånger inte innehålla svärord, varför raden ändrades till ”The vote is in, they say I win”. Silvía trotsade dock dessa regler under sitt framförande. På Silvía Nótts webbplats svarade hon med att säga ”I can fucking say what I fucking want”. Sången skrevs till att börja med på isländska och hette då Til hamingju Ísland ("Grattis Island"). Den isländskspråkiga texten, full av slang, handlar om hur lyckliga islänningarna borde vara för att Silvía föddes på Island och att hennes bidrag kommer att vinna tävlingen, eftersom hon är bättre än alla andra deltagare. Men då Silvía Night klev ut på scenen i semifinalen buade publiken. Att Silvías kaxiga stil är ironisk och menad på ett komiskt sätt hade inte gått fram och Island gick aldrig till final i Eurovision Song Contest. Det hjälpte inte heller att Ágústa Eva verkligen hade gått in för sin roll och i värsta Silvíastil betedde sig provokativt mot tekniker och journalister. Det ledde till att hennes rykte i Aten (där festivalen hölls) blev mycket dåligt.